# Koszykarz brodaty
Koszykarz brodaty (Asthenes vilcabambae) – gatunek małego ptaka z rodziny garncarzowatych (Furnariidae). Występuje w Ameryce Południowej – endemicznie na niewielkim terenie Peru. W Czerwonej księdze gatunków zagrożonych IUCN klasyfikowany jest jako gatunek najmniejszej troski (LC, ang. Least Concern).

## Systematyka
Takson ten po raz pierwszy zgodnie z zasadami nazewnictwa binominalnego opisali amerykańscy zoolodzy Charles Vaurie, John S. Weske i John Whittle Terborgh w 1972 roku na łamach „Bulletin of the British Ornithologists' Club”, bazując na serii 12 okazów zebranych w 1967 i 1968 roku w Peru przez Weskego i Terborgha. Autorzy nadali ptakowi nazwę Schizoeaca fuliginosa vilcabambae, uznając go za podgatunek koszykarza białobrodego. Holotyp – dorosły samiec – został odłowiony 22 lipca 1968 roku i zdeponowany w kolekcji Amerykańskiego Muzeum Historii Naturalnej (nr 803123). Jako lokalizację typową autorzy podali miejsce o współrzędnych 12°36′S 73°30′W/-12,600000 -73,500000 w Cordillera de Vilcabamba, na wysokości 3190 metrów n.p.m., w regionie Cuzco w Peru.
Badania molekularne opublikowane w 2011 roku wykazały, że koszykarz brodaty jest najbliżej spokrewniony z koszykarzem kanionowym Asthenes pudibunda. Przed 2016 rokiem część autorów wyróżniała dwa podgatunki koszykarza brodatego: A. vilcabambae ayacuchensis i A. vilcabambae vilcabambae. W 2016 roku South American Classification Committee (SACC) zaakceptował wyodrębnienie podgatunku Asthenes vilcabambae ayacuchensis z Asthenes vilcabambae do nowego gatunku koszykarz rdzawobrody Asthenes ayacuchensis. Obecnie koszykarz brodaty jest uznawany za gatunek monotypowy.

### Etymologia
- Asthenes: gr. ασθενης asthenes „nieistotny, mało znaczący”, od negatywnego przedrostka α- a-; σθενος sthenos „siła, moc”[11].
- vilcabambae: od miejsca występowania – Cordillera de Vilcabamba w Peru[12].

## Morfologia
Mały ptak o ciemnobrązowych tęczówkach. Dziób długi i cienki, od czarniawego do ciemnoszarego. Nogi i stopy ciemnoniebiesko-szare. Górne części ciała są brązowe, kark, grzbiet i pokrywy nadogonowe kasztanowo-brązowe. Głowa brązowawa, z nieco ciemniejszą częścią szczytową. Czoło trochę jaśniejsze, także jaśniejszy szeroki pasek brwiowy, kantarek i okolice uszu ciemniejsze. Ogon długi, silnie stopniowany, sterówki postrzępione ze spiczastymi końcami, bledsze i bardziej rude niż grzbiet. Na brodzie jasnoochrowa lub płowa plama. Gardło jasnoszaro-brązowe, pierś nieco bardziej szarawa. Brzuch szary, z piórami o jaśniejszych obrzeżach dających efekt łusek, boki brązowawe. Długość ciała 18–20 cm, masa 18,5–22 g. Nie występuje dymorfizm płciowy. Młode osobniki nie zostały opisane.
Wymiary szczegółowe:
| Długość skrzydła (mm) | 64–67   |
| Długość ogona (mm)    | 95–106  |
| Długość dzioba (mm)   | 16,5–18 |

## Zasięg występowania
Koszykarz brodaty występuje na bardzo niewielkim obszarze peruwiańskich Andów, w północnej i środkowej części Cordillera de Vilcabamba na wschód od Apurímac, od południa regionu Junin do zachodniej części regionu Cuzco. Jego obecność stwierdzono w ostoi ptaków IBA Cordillera Vilcabamba (PE086). Zasięg występowania (EOO, Extent of Occurrence) według szacunków organizacji BirdLife International obejmuje około 13,9 tys. km². Występuje zazwyczaj w zakresie wysokości od 2800 do 3830 m n.p.m.

## Ekologia i zachowanie
Jego głównym habitatem są suche i półwilgotne górskie zarośla i podszyt lasów karłowatych i lasów Polylepis. Rzadziej spotykany jest na trawiastych obszarach paramo. Wydaje się, że preferuje obszary z gęstym bambusem z rodzaju Chusquea oraz obszary z mieszaniną traw i paproci. Nie ma wiele informacji o diecie i sposobie żerowania. Dieta składa się prawdopodobnie głównie z owadów. Długość pokolenia jest określona na 2,92 roku.

### Rozmnażanie
Brak informacji o rozmnażaniu i gniazdowaniu tego gatunku.

## Status
W Czerwonej księdze gatunków zagrożonych IUCN koszykarz brodaty jest uznawany za gatunek najmniejszej troski (LC, ang. Least Concern). Wielkości populacji nie oszacowano, a gatunek ten opisywany jest jako dosyć pospolity. Ze względu na brak dowodów na spadki liczebności bądź istotne zagrożenia dla gatunku BirdLife International ocenia trend liczebności populacji jako prawdopodobnie stabilny.